# RHCE
Экзамен на звание RHCE — сертифицированного инженера Red Hat — значительно отличается от многих других программ сертификации в секторе ИТ благодаря тому, что акцент сделан на проверке именно практического применения реальных навыков по установке системы, настройке, отладке и установке ключевых сетевых служб в Red Hat Linux.
Специалисты RHCE должны уметь продемонстрировать навыки RHCSA, а также:
1. Использовать среду восстановления, запускаемую с первого установочного компакт-диска
2. Проводить диагностику и исправлять ошибки, источником которых являются загрузчик, модули ядра и файловая система
3. Проводить диагностику и устранять проблемы с сетевыми службами
4. Удалять и изменять размеры логических томов

Установка и настройка сетевых служб:
1. HTTP/HTTPS
2. SMB
3. NFS
4. FTP
5. Веб-прокси
6. SMTP
7. IMAP, IMAPS и POP3
8. SSH
9. DNS

Для каждой из перечисленных служб RHCE должны уметь:
1. Устанавливать пакеты, предоставляющие службу
2. Настраивать службу для запуска во время загрузки системы
3. Настраивать службу для выполнения базовых операций
4. Настраивать доступность служб, как для конкретных узлов, так и для конкретных пользователей

Специалисты RHCE также должны уметь:
1. Настраивать автоматическую установку с использованием Kickstart
2. Внедрять логические тома во время установки системы
3. Использовать PAM для внедрения ограничений на уровне пользователей